# Tanja Milanović
Pour les articles homonymes, voir Milanović.
Tanja Milanović, née le 15 juin 1977 à Ljubljana (Yougoslavie, aujourd'hui Slovénie), est une handballeuse serbe jouant au poste d'arrière gauche.

## Parcours
Elle commence à pratiquer le handball au sein du ŽORK Napredak Kruševac, puis elle évolue durant trois ans au Portugal, au Madeira Andebol SAD, avant d'arriver au Danemark pour sept saisons. Elle joue successivement dans différents clubs : le Randers HK, le Ikast Bording (jusqu'en 2008) et le FC Copenhague Handball. Elle met fin à sa carrière en octobre 2010, alors qu'elle vit à Copenhague avec son mari.
Tanja Milanović est élue meilleure joueuse de la saison en 2006 ainsi que meilleure marqueuse lorsqu'elle jouait au FC Midtjylland Håndbold (172 buts).

## Palmarès

### En club
Compétitions internationales
- Vainqueur de la Coupe des Villes (1) : 1999
- Vainqueur de la Coupe des coupes (1) : 2009
- Finaliste de la Coupe EHF en 2007

Compétitions nationales
- Vainqueur du Champion du Portugal (3) : 2001, 2002, 2003
- Vainqueur de la Coupe du Danemark (1) : 2010
- Deuxième du Championnat du Danemark en 2008

### En équipe nationale
- 7e place au Championnat d'Europe 2000 :
- Médaille de bronze au Championnat du monde 2001
- 6e place au Championnat d'Europe 2002
- 9e place au Championnat du monde 2003
- 12e place au Championnat d'Europe 2004